# Gran Hotel de Kinsasa
El Gran Hotel de Kinsasa (en francés: Grand hôtel de Kinshasa) es un hotel de cinco estrellas en Kinsasa, la capital de la República Democrática del Congo. Cuenta con 422 habitaciones y suites y salas de conferencias y sala de recepciones. El edificio principal tiene 20 pisos y está ubicado en la Avenida Batetela, al noroeste de la ciudad de Gombe. Este es el hotel más grande de Kinsasa y el país. Fue nombrado InterContinental entre  1971 y 2000. Acoge en su planta baja un centro comercial de tiendas boutiques. 
El hotel forma parte de la compañía de los grandes hoteles del Congo, que fue establecida por la Ordenanza N º 68/377 del 13 de agosto de 1968.